# Давид Зима
Давид Зима (чеш. David Zima; 8. новембар 2000) чешки је професионални фудбалер који тренутно наступа на позицији штопера за Торино и репрезентацију Чешке.
Каријеру је почео 2019. у Сигми Оломоуц, гдје је провео једну сезону, након чега је отишао на позајмицу у Славију Праг, која је откупила његов уговор након једне сезоне. Од 2021. наступа за италијански Торино.
Прошао је неколико млађих селекција у репрезентацији, а за сениорску репрезентацију Чешке дебитовао је 2021. након чега је играо на Европском првенству 2020.

## Клупска каријера

### Сигма Оломоуц
Професионалну каријеру почео је 2019. у Сигми Оломоуц, за коју је дебитовао 29. октобра 2019. у побједи од 4:0 против Дукле Праг у Купу Чешке. У првенству, дебитовао је 9. новембра, у поразу 1:0 од Фастав Злина.

### Славија Праг
На дан 1. фебруара 2020. прешао је у Славију Праг на позајмицу из Сигме Оломоуц, за други дио сезоне 2019/20. са опцијом откупа уговора. За клуб је дебитовао 22. фебруара, у побједи од 2:0 против Опаве. Прво гол постигао је 20. јуна, у побједи од 3:1 на гостовању Бањик Острави, у плеј офу за титулу и освојио је титулу са клубом.
У сезони 2020/21. Славија је откупила његов уговор; био је стандардан у стартној постави и освојио је титулу са клубом другу годину заредом.

### Торино
Посљедњег дана пријелазног рока, 30. августа 2021. године, прешао је у италијански Торино за 5,9 милиона евра.

## Репрезентативна каријера
Играо је за неколико млађих селекција у репрезентацији, а за сениорску репрезентацију Чешке дебитовао је 24. марта 2021. у побједи од 6:2 против Естоније у квалификацијама за Свјетско првенство 2022. Био је у саставу тима и за утакмицу против Велса у квалификацијама, није улазио у игру, али је добио жути картон у 55 минуту због приговора.
На дан 27. маја 2021. нашао се у тиму за Европско првенство 2020, које је због пандемије ковида 19 помјерено за 2021. На дан 4. јуна играо је у поразу 4:0 од Италије у пријатељској утакмици. На првенству, није улазио у игру, а Чешка је у првом колу групе Д побиједила Шкотску 2:0, са два гола Патрика Шика, док је у другом колу ремизирала 1:1 против Хрватске. У трећем колу изгубила је 1:0 од Енглеске и прошла је даље са трећег мјеста. У осмини финала побиједила је Холандију 2:0, док је у четвртфиналу, изгубила 2:1 од Данске.

## Статистика каријере

### Клубови
Ажурирано након утакмице игране 1. септембра 2021.
| Клуб                     | Сезона            | Лига              | Лига  | Лига | Куп   | Куп  | Континентално | Континентално | Остало | Остало | Укупно | Укупно |
| Клуб                     | Сезона            | Лига              | Утак. | Гол. | Утак. | Гол. | Утак.         | Гол.          | Утак.  | Гол.   | Утак.  | Гол.   |
| ------------------------ | ----------------- | ----------------- | ----- | ---- | ----- | ---- | ------------- | ------------- | ------ | ------ | ------ | ------ |
| Сигма Оломоуц            | 2019/20.          | Прва лига Чешке   | 2     | 0    | 1     | 0    | —             | —             | —      | —      | 3      | 0      |
| Славија Праг (позајмица) | 2019/20.          | Прва лига Чешке   | 12    | 1    | —     | —    | —             | —             | —      | —      | 12     | 1      |
| Славија Праг             | 2020/21.          | Прва лига Чешке   | 21    | 0    | 3     | 0    | 11            | 0             | —      | —      | 35     | 0      |
| Славија Праг             | 2021/22.          | Прва лига Чешке   | 4     | 0    | 0     | 0    | 3             | 0             | —      | —      | 7      | 0      |
| Славија Праг             | Укупно            | Укупно            | 25    | 0    | 3     | 0    | 14            | 0             | —      | —      | 42     | 0      |
| Укупно у каријери        | Укупно у каријери | Укупно у каријери | 39    | 1    | 4     | 0    | 14            | 0             | 0      | 0      | 57     | 1      |

### Репрезентација
Ажурирано након утакмице игране 4. јуна 2021.
| Репрезентација | Година | Наступи | Голови |
| -------------- | ------ | ------- | ------ |
| Чешка          |        |         |        |
| 2021.          | 2      | 0       |        |
| Укупно         | Укупно | 2       | 0      |

## Успјеси

### Клубови
Славија Праг
- Прва лига Чешке (2): 2019/20, 2020/21

### Индивидуално
- Чешки таленат године: 2020